# 덴마크의 왕위 계승 순위
덴마크의 현재 국왕은 글뤽스부르크 왕조의 프레데리크 10세이며, 왕위 계승 순위 1위는 덴마크 왕세자 크리스티안이다.
2009년, 헌법 개정이 이루어진 후 성별에 관계 없이 출생 순서에 따라 계승 순위가 부여되는 절대적 맏이 상속법을 따른다.

## 헌법 개헌

### 1853년 개헌
덴마크의 왕족이 국왕의 승인없이 결혼할 경우, 해당 왕족은 덴마크 왕위계승권을 영구히 상실하도록 변경되었다. 그러나 해당 왕족의 후손은 계승권을 가진다. 이들에게는 로젠보리 백작위가 주어진다.

### 1953년 개헌
덴마크의 슐레스비히홀슈타인존더부르크글뤽스부르크 왕가는 노르웨이, 그리스 등에서도 군주를 배출해냈다. 이들 역시 조상이 크리스티안 9세였으므로, 덴마크의 왕위계승권을 가지고 있었다. 그러나 1953년 헌법 개정으로, 크리스티안 10세의 후손들을 제외한 나머지 방계 왕족들의 왕위계승권을 삭제해버리면서, 노르웨이나 그리스의 왕족들은 덴마크 왕위계승권을 상실하였다. 또한 국왕의 승인없이 결혼할 경우, 해당 왕족뿐만 아니라 그들의 자손까지도 덴마크 왕위계승권을 상실하도록 변경되었다.

## 왕위 계승 순위
- 마르그레테 2세
  -  프레데리크 10세
    - (1) 덴마크 왕세자 크리스티안 (2005년)
    - (2) 덴마크 공주 이사벨라 (2007년)
    - (3) 덴마크 왕자 빈센트 (2011년)
    - (4) 덴마크 공주 요세피네 (2011년)

  - (5) 덴마크 왕자 요아킴 (1969년)
    - (6) 몽페자 백작 니콜라이 (1999년)
    - (7) 몽페자 백작 펠릭스 (2002년)
    - (8) 몽페자 백작 헨리크 (2009년)
    - (9) 몽페자 여백작 아테나 (2012년)